# Erendira pictithorax
Erendira pictithorax är en spindelart som först beskrevs av Lodovico di Caporiacco 1955.  Erendira pictithorax ingår i släktet Erendira och familjen flinkspindlar.
Artens utbredningsområde är Venezuela. Inga underarter finns listade i Catalogue of Life.